# Клейн, Мартин Джесси
Мартин Джесси Клейн (англ. Martin Jesse Klein; 25 июня 1924, Нью-Йорк — 28 марта 2009, Чапел-Хилл) — американский физик-теоретик и историк науки, член Национальной академии наук США (1977). Будучи физиком-исследователем по образованию и профессии, с начала 1960-х годов сконцентрировался на вопросах истории физики и получил известность благодаря работам по истории квантовой механики, термодинамики, статистической физики, а также исследованию жизни и творчества таких крупных учёных прошлого, как Альберт Эйнштейн, Пауль Эренфест, Макс Планк и т.д.

## Биография
Мартин Дж. Клейн был единственным ребёнком в семье школьных учителей Адольфа и Мэри Клейн. В 14-летнем возрасте он окончил школу имени Джеймса Монро (англ. James Monroe High School) в Южном Бронксе и стал студентом Колумбийского университета, где в 1942 году получил степень бакалавра по математике, а в 1944 году — диплом магистра по физике. В конце Второй мировой войны Клейн принимал участие в работе акустической лаборатории (Columbia Underwater Sound Reference Laboratory) и в течение года трудился в группе по исследованию операций, находившейся в ведении Военно-морских сил США. Он продолжил учёбу в Массачусетском технологическом институте, где в 1948 году под руководством Ласло Тиссы защитил докторскую диссертацию на тему «Статистическая механика явлений в критической точке» (англ. Statistical Mechanics of Critical Point Phenomena).
В 1949 году Клейн устроился на физический факультет Университета Кейс Вестерн резерв, где прошёл путь от инструктора до профессора (с 1960 года), а в 1966—1967 годах руководил факультетом. В течение 1950-х годов его интересы постепенно смещались в сторону истории физики, чему способствовало в том числе знакомство в 1956 году с Татьяной Афанасьевой-Эренфест, вдовой крупного физика первой трети XX века Пауля Эренфеста. На работы последнего ему впервые указал Эрвин Шрёдингер во время пребывания молодого учёного в 1952—1953 годах в Дублинском институте перспективных исследований в качестве стипендиата Национального исследовательского совета. Клейн продолжил общение с Афанасьевой в 1958—1959 годах, которые благодаря стипендии Гуггенхайма провёл в Лейденском университете; вторую такую стипендию в 1967—1968 годах он использовал для работы над биографией Эренфеста. В 1967 году Клейн получил должность профессора истории физики в Йельском университете (Eugene  Higgins  Professor  of  History  of Physics) и активно участвовал в развитии недавно организованного факультета истории науки и медицины, а после роспуска последнего по финансовым причинам в 1977 году перешёл на физический факультет. В 1974 году он получил почётное назначение в качестве ван-дер-ваальсовского приглашённого профессора (Van der Waals Visiting Professor) в Амстердамском университете.
Клейн был членом Института перспективных исследований, приглашённым профессором в Рокфеллеровском и Гарвардском университетах и приглашённым профессором истории физики (Pieter Zeeman Visiting Chair of History of Physics) в 1993 году вновь в Амстердаме. Он работал заместителем главного редактора журнала American Journal of Physics и состоял в редакционных коллегиях таких изданий, как Archive for History of Exact Sciences, Historical Studies in the Physical Sciences и Sources and Studies in the History of Mathematics and the Physical Sciences. В 2000 году учёный получил в Йеле статус почётного профессора. В 2005 году он стал первым лауреатом престижной Премии Абрахама Пайса в области истории физики со следующей формулировкой:

за его новаторские исследования по истории физики XIX и XX веков, которые воплощают самые высокие стандарты научного и литературного выражения и глубоко повлияли на поколения историков физики.
Оригинальный текст (англ.)for his pioneering studies in the history of 19th and 20th-century physics, which embody the highest standards of scholarship and literary expression and have profoundly inﬂuenced generations of historians of physics.

Клейн был трижды женат. С Мириам Левин (Miriam Levin) у них было три дочери, с Линдой Буз (Linda Booz) — ещё одна. После двух разводов он женился на историке науки Джоан Блюэтт (Joan Blewett), которая скончалась в 2006 году.

## Научная деятельность
Первая научная работа Клейна, написанная по результатам исследований военного времени, была посвящена дифракции звука на круглом диске и представляла интерес для разработки гидролокаторов. В конце 1940-х — начале 1960-х годов им было опубликовано более 20 статей по термодинамике, ферромагнетизму и квантовой механике. Особенно его интересовало понятие энтропии и процессы флуктуаций, что вывело его на результаты Пауля Эренфеста, в частности на его модель урн. В 1959 году под редакцией Клейна и при поддержке вдовы Эренфеста вышло собрание статей последнего. С этого момента исследования американского учёного практически полностью были посвящены истории физики. В 1970 году он опубликовал первый том биографии Эренфеста, который охватывал период примерно до 1920 года и который, по мнению Хендрика Казимира, является «экстраординарным и почти уникальным примером биографии учёного». Второй том, однако, так никогда и не появился, вероятно, по личным мотивам: Клейн так и не смог смириться с трагическим концом жизни Эренфеста.
Ряд работ Клейна посвящён истории квантовой механики, в которой он стал одним из пионеров. Так, уже в своей первой статье на эту тему, «Макс Планк и начало квантовой теории» (англ. Max Planck and the beginnings of the quantum theory, 1962), Клейн показал, что закон Рэлея — Джинса и ультрафиолетовая катастрофа не оказали никакого влияния на вывод Планком своего закона излучения абсолютно чёрного тела (хотя это и утверждалось во многих учебниках физики); указал на различия в статистических методах Планка и Больцмана; исследовал причины, по которым результаты Планка были не сразу приняты научным сообществом. В 1960-е годы Клейн опубликовал ещё несколько значительных работ по ранней истории квантовой механики, в которых в частности анализировал вклад Альберта Эйнштейна в развитие этого направления физики. Всего работам Эйнштейна по квантовой теории, которые к началу 1960-х годов оставались в тени его трудов по теории относительности, посвящено 20 статей Клейна. С начала 1970-х годов он участвовал в подготовке проекта публикации полного собрания трудов Эйнштейна (The Collected Papers of Albert Einstein) и впоследствии редактировал четыре тома этого продолжающегося издания. Он также перевёл на английский язык переписку выдающихся учёных по вопросам волновой механики, которая вышла в свет в 1967 году с написанным им введением.
Другое направление исследований Клейна — история термодинамики и статистической физики. Так, в известной статье «Механическое объяснение в конце XIX века» (англ. Mechanical explanation at the end of the nineteenth century, 1972) он разобрал попытку Германа Гельмгольца дать второму началу термодинамики чисто механическую (а не статистическую) трактовку. Другие важные публикации 1970-х годов были посвящены истории цикла Карно и работам Дж. Уилларда Гиббса, которые до этого не привлекали пристального внимания историков науки, а также трудам других классиков науки — Людвига Больцмана, Рудольфа Клаузиуса, Джеймса Клерка Максвелла.
Клейн относился к тем историкам, которые получили специальную подготовку и были профессиональными физиками, что позволяло им в полной мере пользоваться своими техническими знаниями при анализе трудов классиков науки. По словам нобелевского лауреата Леона Ледермана, дружившего с Клейном со школьных времён, тот был редким примером человека «с глубоким знанием физики и умением поставить её в исторический контекст». Биографы Клейна Джед Бухвальд и Диана Кормос-Бухвальд так охарактеризовали его влияние на развитие истории физики:

Прежде история, хотя зачастую интересная и полезная, была по большей части ретроспективным рассказом, призванным проиллюстрировать, как положение, ныне считающееся правильным, возникло из ошибок прошлого. Такие историки, как Клейн, приняли совершенно иной подход. Вместо того, чтобы очищать прошлое от ошибок, они приняли его на его собственных условиях, пытаясь просто выяснить, как учёные думали и работали с методиками, инструментами и наблюдениями, которые были доступны в то время. Принятие науки прошлого на её собственных условиях привело к замечательно проницательным историям, которые позволяют читателю понять, насколько сложно было исследователям прокладывать путь к новым способам мышления.
Оригинальный текст (англ.)Previous  histories, though  often interesting and useful, were for the most part retrospective accounts designed to illustrate how the position now accepted as correct emerged from past error. Historians like Klein took a decidedly different approach. Instead of scouring the past for error, they took it on its own terms, seeking to find just how scientists thought and worked with the techniques, tools, and observations that were available to them at the time. Taking past science on its own terms produced wonderfully insightful histories, ones that allow the reader to understand just how difficult it was for investigators to work their way through to new ways of thinking.

## Награды и членства
- Член Международной академии истории науки (1971)
- Член Национальной академии наук США (1977)
- Член Американской академии искусств и наук (1979)
- Премия Абрахама Пайса в области истории физики (2005)
- Член Американской ассоциации содействия развитию науки

## Публикации
Книги
- Collected Scientific Papers of Paul Ehrenfest / ed. M.J. Klein. — Amsterdam: North-Holland, 1959.
- Klein M.J. Paul Ehrenfest. Vol. I: The Making of a Theoretical Physicist. — Amsterdam: North-Holland, 1970.
- The Collected Papers of Albert Einstein. Vol. 3—6 / ed. M.J. Klein et al. — Princeton University Press, 1993—1996.

Избранные статьи
- Primakoff H., Klein M.J., Keller J.B., Carstensen E.L. Diffraction of sound around a circular disk // Journal of the Acoustical Society of America. — 1947. — Vol. 19, № 1. — P. 132-142. — doi:10.1121/1.1916410.
- Klein M.J., Tisza L. Theory of Critical Fluctuations // Physical Review. — 1949. — Vol. 76, № 12. — P. 1861-1868. — doi:10.1103/PhysRev.76.1861.
- Klein M.J., Smith R.S. Thin Ferromagnetic Films // Physical Review. — 1951. — Vol. 81, № 3. — P. 378-380. — doi:10.1103/PhysRev.81.378.
- Klein M.J. Entropy and the Ehrenfest urn model // Physica. — 1956. — Vol. 22, № 6-12. — P. 569-575. — doi:10.1016/S0031-8914(56)90001-5.
- Klein M.J. Ehrenfest's contributions to the development of quantum statistics // Proceedings of the Dutch Academy of Sciences B. — 1959. — Vol. 62. — P. 41-50, 51—62.
- Klein M.J. Max Planck and the beginnings of the quantum theory // Archive for History of Exact Sciences. — 1961. — Vol. 1, № 5. — P. 459-479. — doi:10.1007/BF00327765.
- Klein M.J. Einstein’s first paper on quanta // Natural Philosopher. — 1963. — Vol. 2. — P. 59-86.
- Klein M.J. Einstein and the wave-particle duality // Natural Philosopher. — 1964. — Vol. 3. — P. 1-49.
- Klein M.J. Einstein, specific heats and the early quantum theory // Science. — 1965. — Vol. 148, № 3667. — P. 173-179. — doi:10.1126/science.148.3667.173.
- Klein M.J. Thermodynamics in Einstein's thought // Science. — 1967. — Vol. 157, № 3788. — P. 509-516. — doi:10.1126/science.157.3788.509.
- Klein M.J. The first phase of the Bohr-Einstein dialogue // Historical Studies in the Physical Sciences. — 1970. — Vol. 2. — P. 1-39. — doi:10.2307/27757302.
- Klein M.J. Mechanical explanation at the end of the nineteenth century // Centaurus. — 1972. — Vol. 17, № 1. — P. 58-82. — doi:10.1111/j.1600-0498.1973.tb00184.x.
- Klein M.J. The historical origins of the Van der Waals equation // Physica. — 1974. — Vol. 73, № 1. — P. 28-47. — doi:10.1016/0031-8914(74)90224-9.
- Klein M.J. Carnot’s contribution to thermodynamics // Physics Today. — 1974. — Vol. 27, № 8. — P. 23-28. — doi:10.1063/1.3128802.
- Klein M.J. Einstein and the development of quantum physics // Einstein: A Centenary Volume  / ed. A.P. French. — Harvard University Press, 1979. — P. 133-151.
- Klein M.J. Fluctuations and statistical physics in Einstein’s early work // Albert Einstein: Historical and Cultural Perspectives. The Centennial Symposium in Jerusalem  / ed. G. Holton, Y. Elkana. — Princeton University Press, 1982. — P. 39-58. — doi:10.2307/j.ctt7zvrpt.6.

Работы в русском переводе:
- Клейн М.Дж. Эйнштейн и дуализм волны — частицы // Эйнштейновский сборник 1966. — М.: Наука, 1966. — С. 212-258.
- Клейн М.Дж. Первая работа Эйнштейна по квантам // Эйнштейновский сборник 1966. — М.: Наука, 1966. — С. 259-283.
- Клейн М.Дж. Макс Планк и начало квантовой теории // УФН. — 1967. — Т. 92, вып. 8. — С. 679-700. — doi:10.3367/UFNr.0092.196708d.0679.
- Клейн М.Д. Первая фаза диалога Бора и Эйнштейна // Эйнштейновский сборник 1974. — М.: Наука, 1976. — С. 115-155.
- Клейн М.Д. Эйнштейн, удельная теплоёмкость и ранняя квантовая теория // Эйнштейновский сборник 1974. — М.: Наука, 1976. — С. 156-178.
- Клейн М.Дж. Термодинамика в мышлении Эйнштейна // Эйнштейновский сборник 1978-1979. — М.: Наука, 1983. — С. 150-172. Архивировано 18 июля 2018 года.